# Rookery Building
Il Rookery Building è un edificio storico situato nel cuore del distretto finanziario di Chicago, all'angolo tra LaSalle Street e Adams Street. Progettato dagli architetti Daniel Burnham e John Wellborn Root e completato nel 1888, il Rookery è uno degli esempi più importanti dell'architettura commerciale del XIX secolo e un'icona della rinascita architettonica dopo il grande incendio di Chicago del 1871 .
Il Rookery Building è considerato un simbolo della transizione verso l'architettura moderna. La combinazione di tecniche costruttive innovative e dettagli decorativi storicisti rappresenta l'incontro tra passato e futuro . È stato inserito nel Registro Nazionale dei Luoghi Storici nel 1970 e designato come Chicago Landmark nel 1972 .

## Storia
Il nome "Rookery" deriva da un soprannome attribuito al sito su cui fu costruito l'edificio. Prima della sua realizzazione, l'area ospitava un vecchio municipio e una torre dell'acqua temporanea, soprannominati "rookery" (cioè "colonia di corvi") a causa degli uccelli che vi si radunavano e della reputazione negativa dei politici che frequentavano il luogo . L'architetto Root celebrò questo nome integrando simboli di corvi scolpiti nel design dell'ingresso principale .

## Costruzione e innovazione
Il Rookery è stato costruito utilizzando una combinazione di muri in muratura portante e una struttura interna in metallo, una tecnica innovativa per l'epoca . Per affrontare il problema del terreno argilloso di Chicago, Root sviluppò una "fondazione flottante" costituita da un reticolo di travi in ferro e rotaie incastonate nel cemento, in grado di sostenere il peso dell'edificio .
Con i suoi 11 piani, il Rookery era uno degli edifici più alti del mondo al momento della sua inaugurazione ). Altre innovazioni includevano ascensori per passeggeri, illuminazione elettrica e materiali resistenti al fuoco ).

## Architettura

### Esterni
La facciata del Rookery è un mix eclettico di stili architettonici che include influenze romaniche, veneziane e islamiche. Gli elementi decorativi, come gli archi romanici e i dettagli geometrici, riflettono l'atmosfera di sperimentazione tipica della Chicago di fine Ottocento . Le bande orizzontali lungo le facciate di LaSalle e Adams Street contribuiscono a ridurre visivamente l'altezza dell'edificio .

### Interni
Il cuore dell'edificio è il Light Court, uno spazio interno progettato per massimizzare l'illuminazione naturale e la ventilazione . Questo spazio centrale, aperto verso il cielo, era originariamente decorato con elaborati dettagli in ferro battuto . Nel 1905, l'architetto Frank Lloyd Wright ristrutturò il Light Court e le lobby d'ingresso, sostituendo le decorazioni in ferro con marmo bianco di Carrara decorato con motivi dorati di ispirazione persiana . La ristrutturazione di Wright trasformò il Light Court in uno spazio luminoso e moderno, destinato a impressionare visitatori e clienti .

## Ristrutturazioni successive
Nel corso della sua storia, il Rookery ha subito numerosi interventi di ristrutturazione:
- 1931: L'architetto William Drummond, ex collaboratore di Wright, apportò modifiche in stile Art Déco, tra cui l'introduzione di porte in bronzo incise per gli ascensori [1][4].
- 1992: Il Rookery fu restaurato per riportare gli interni al loro aspetto del 1905, guadagnando diversi premi per il restauro [1][4].
- 2014: L'edificio ottenne la certificazione LEED Gold per la sostenibilità, diventando il più antico grattacielo certificato al mondo [1].